# Бірджіс Кадра
Бірджіс Кадра (гінді बिरजिस क़द्र; 20 серпня 1845 — 14 серпня 1893) — син Ваджіда Алі-шаха й останній падишах Ауду.
Наваб та його піддані боролись із військовою присутністю британців в Індії, об'єднавшись з іншими монархами та повстанськими лідерами. Це стало поштовхом для початку першої війни за незалежність.

## Життєпис
Був четвертим сином Ваджід Алі-шаха і Бегум Хазрат Махал. Народився 1845 року. В лютому 1856 року після повалення батька британцями було оголошено про конфіскацію Ауда. Вже у травні 1857 року почалося повстання сіпаїв, яке підтримала Бегум Хазрат Махал. 5 червня Бірджіс Кадра був оголошений навабом Ауда. Отримав підтвердження своєї влади від могольського падишаха Бахадур-шаха II.
Рішуча перемога повстанських сил у битві при Чинхаті 30 червня змусила англійців сховатися в резиденції наваба, що зрештою призвело до облоги Лакхнау. У вересні британський полк під командуванням Джеймса Аутрама та Генрі Хевлока зумів прорвати оборону і увійти до резиденції в Лакхнау. Протеоблога швидко відновилася. Але в листопаді британці зуміли вийти з оточення.
Придушивши інші центри повстання в Індостані, британці у лютому 1858 року розпочали наступ на Ауд. В цей час Ахмадулла Шах, мула з Файзабаду, виступив проти Бегум Хазрат Махал, що призвело до розколу повстанців та послабленю їх спротиву. 16 березня впав Лакхнау, аленаваб разом з прихильниками відступив у сільську місцевість, де продовжив боротьбу. В травні Бірджіс Кадра звернувся до Джанг Багадур Рани, фактичного правителя Непалу, з проханням по допомогу. Втім отримав відмову. Зрештою після поразки наваб втік до Катманду.
Під час перебування в Катманду Бірджіс Кадр став шаяром (поетом) і організував мехфіли в місті, ранні з яких були записані в 1864 році. Він писав вірші на тарахи мушайра (концерти). 1893 року Бірджіс Кадра повернувся до Британської Індії. У серпні того ж року помер в Арабазькому палаці.